# Rändajad
Rändajad – singel estońskiego zespołu Urban Symphony, napisany, skomponowany i wyprodukowany przez Svena Lõhmusa, wydany w 2009 roku. Utwór reprezentował Estonię podczas 54. Konkursu Piosenki Eurowizji w 2009 roku.

## Historia utworu

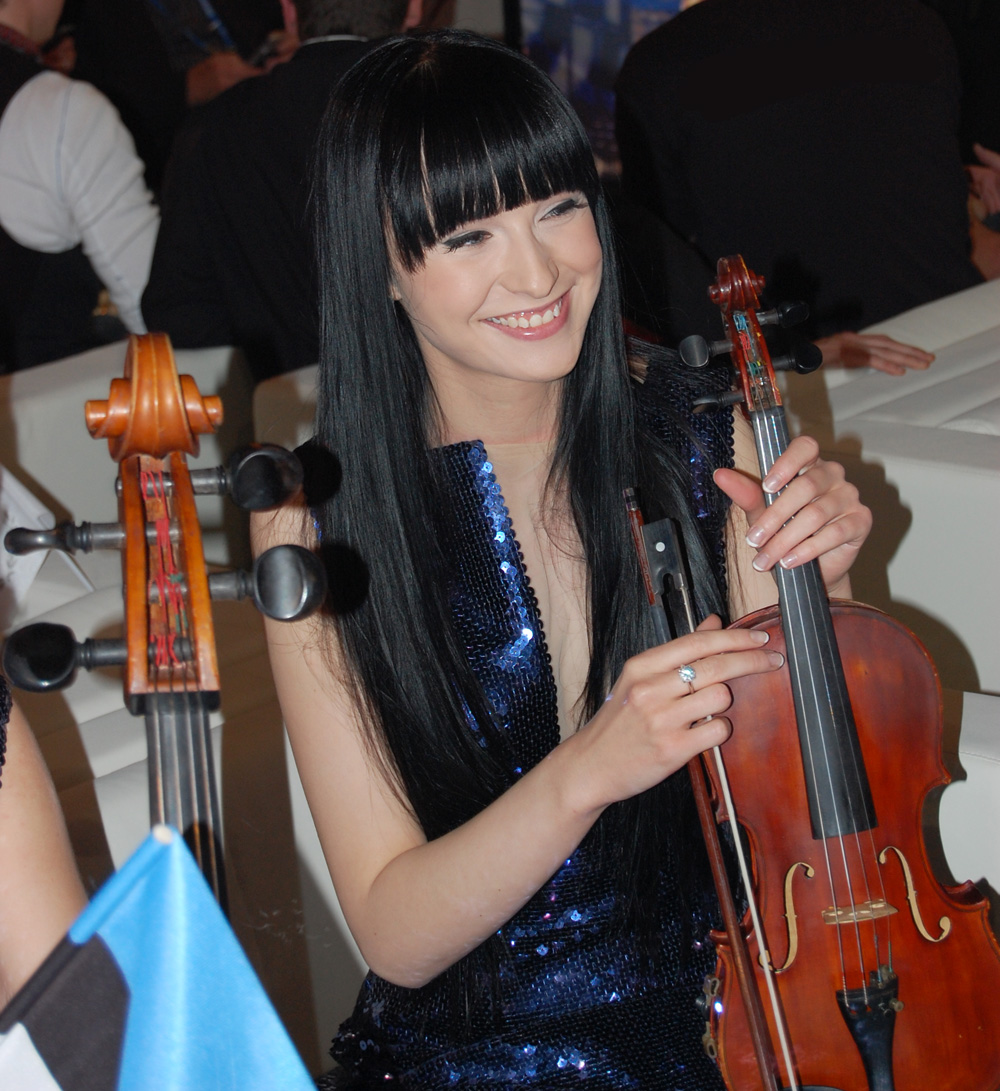
Sandra Nurmsalu podczas 54. Konkursu Piosenki Eurowizji w 2009 roku

### Nagrywanie
Muzykę oraz słowa do piosenki stworzył Sven Lõhmus, który został także producentem całości. W 2008 roku utwór został zgłoszony do estoński selekcji do 54. Konkursu Piosenki Eurowizji – Eesti Laul. Jak tłumaczyła w wywiadach wokalistka zespołu, Sandra Nurmsalu, singiel opowiada „o podróżnikach, o wszystkich ludziach. Wszyscy podróżujemy, chodzimy po ulicach, które przeszliśmy. Możemy podróżować jakąkolwiek drogą, którą sobie wybierzemy”.

#### Nagranie
Poszczególne instrumenty w utworze nagrali:
- Wokal, skrzypce – Sandra Nurmsalu
- Wiolonczela – Johanna Mängel, Mari Möldre
- Altówka – Mann Helstein

### Wydanie
Singiel został wydany w formie płyty 5 stycznia 2009 roku nakładem wytwórni Moonwalk Records. Wersja cyfrowa trafiła do sprzedaży już w 2008 roku.

### Teledysk
Oficjalny teledysk do utworu, prezentujący występ zespołu podczas krajowych selekcji eurowizyjnych, miał swoją premierę 18 marca 2009 roku.

### Występy na żywo:Eesti Lauli Konkurs Piosenki Eurowizji
W grudniu 2008 roku krajowy nadawca publiczny Eesti Televisioon (ETV)/Eesti Rahvusringhääling (ERR) opublikował listę dziesięciu finalistów estońskich eliminacji do 54. Konkursu Piosenki Eurowizji – Eesti Laul 2009. Jedną z propozycji była piosenka „Rändajad” zgłoszona przez Sandrę Nurmsalu, wokalistkę zespołu Urban Symhpony. Uczestników finału spośród 110 kandydatur wybrała specjalna komisja jurorska w składzie: kompozytor Timo Steiner, prezenterzy radiowi – Toomas Puna, Erik Morna, Koit Raudsepp i Owe Petersell, dziennikarze – Siim Nestor i Valner Valme, przedstawiciel prasowy MTV Estonia – Ingrid Kohtla, producent telewizyjny Kaupo Karelson, muzyk Sten Sheripov oraz manager koncertu – Helen Sildna. Utwór Urban Symhpony został zaprezentowany jako czwarty w kolejności podczas koncertu finałowego, rozegranego 7 marca w ETV Stuudio. Dzięki głosom telewidzów i jurorów, zespół zakwalifikował się do drugiej rundy finału, w której zwyciężył nad grupą Traffic i został reprezentantem kraju podczas 54. Konkursu Piosenki Eurowizji.
W marcu odbyła się ceremonia losowania numerów startowych podczas występów w półfinałach. Dzięki wylosowaniu tzw. „dzikiej karty”, szefowa estońskiej delegacji miała możliwość wyboru, zdecydowała się na osiemnastą pozycję startową podczas drugiego koncertu półfinałowego. W maju Urban Symhpony rozpoczął próby kamerowe w moskiewskim Sportowym Kompleksie „Olimpijskij”, gdzie odbywały się wszystkie trzy koncerty eurowizyjne. Na scenie formacji towarzyszyły chórzystki: Marilin Kongo i Mirjam Mesak. 14 maja odbył się drugi koncert półfinałowy konkursu, estoński utwór został oceniony przez krajowe komisje jurorskie oraz telewidzów na 115 punktów, awansując do finału z trzeciego miejsca. W rundzie finałowej, która została rozegrana dwa dni później, utwór „Rändajad” został zaprezentowany jako piętnasta propozycja i otrzymał łącznie 129 punktów, zajmując 6. miejsce w końcowej klasyfikacji.

## Lista utworów
CD singiel
1. „Rändajad” (Radio Version) – 2:59
2. „Rändajad” (Lazy Drumbeat Mix) – 4:04

Wydanie cyfrowe
1. „Rändajad” (Eurovision version) – 3:03
2. „Rändajad” (Club Mix) – 3:56
3. „Rändajad” (Club Mix Extended) – 5:10
4. „Rändajad” (Acoustic version) – 2:40

## Notowania na listach przebojów
| Kraj            | Lista (2009)   | Pozycja |
| --------------- | -------------- | ------- |
| Estonia         | Eesti Top 40   | 3       |
| Finlandia       | Singles Top 20 | 10      |
| Szwecja         | Singles Top60  | 14      |
| Szwajcaria      | Singles Top75  | 86      |
| Wielka Brytania | Top200 Singles | 117     |